# Representação real
No matemático campo da teoria da representação uma representação real é normalmente uma representação sobre um espaço vetorial real U, mas também pode significar uma representação sobre um espaço vetorial complexo V com uma estrutura real invariante, i.e., um mapa antilinear equivariante
{\displaystyle j\colon V\to V\,}
o qual satisfaz
{\displaystyle j^{2}=+1.\,}